# Jurij Stets
Jurij Stets (ukrainska: Юрій Ярославович Стець) född 29 december 1975 i Tjertkov, Ukrainska SSR, Sovjetunionen, är en ukrainsk journalist och politiker från Petro Porosjenko-blocket och informationsminister i Ukraina sedan 14 oktober 2014.